# Арсенид трисеребра
Арсени́д трисеребра́ — Ag3As, неорганическое бинарное соединение серебра с мышьяком. Представляет собой продукт замещения в арсине всех атомов водорода на серебро.

## Физические свойства
Арсенид серебра — кристаллическое твердое вещество, грязно-жёлтного цвета. Не растворим в воде.

## Получение
Образуется при действии арсина на раствор нитрата серебра:
{\displaystyle {\mathsf {3AgNO_{3}+AsH_{3}=Ag_{3}As}}\!\downarrow \!{\mathsf {+3HNO_{3}}}}

## Приминение
Ограничено используется в оптике и как полупроводник. Арсенид серебра используется из-за его полупроводниковых характеристик, которые полезны для обнаружения инфракрасного излучения.